# Lijst van Duitse historische motorfietsmerken A-B-C
Dit is een lijst van Duitse historische motorfietsmerken zonder eigen artikel (A-B-C).

### ABC (Berlijn)
A.B.C. Werk GmbH, Berlijn (1922-1925): Produceerde 149cc-tweetakt-motorfietsen. Er waren nog andere merken met de naam ABC: ABC (Aston) - ABC (Walton-on-Thames) - ABC (Parijs).

### Abendsonne
Abendsonne Motorfahrzeugbau, Darmstadt (1933-1934): Klein fabriekje dat een kleine serie motorfietsen bouwde die ontworpen waren door Georg Weißbinder. Hij maakte 196cc-tweetakten door twee 98cc-Villiers-blokjes aan elkaar te koppelen.

### Adma
Kleine fabriek in Maagdenburg die tussen 1924 en 1926 169cc-tweetakt-motorfietsen produceerde.

### Adria
Adria Fabrik für Motoren & Fahrräder, Paul Mühlbach, Kamenz (1912-1927): Bouwde in het begin alleen fietsen met hulpmotor, vanaf 1921 ook motorfietsen met 276cc-blok en zonder versnellingen. Na 1923 kwam er een 282cc-motor met drieversnellingsbak en later ook een 346cc-versie.

### Aeroplan
Fahrradhaus Gustav Lederer, Kohlfurt (1922-1925): Kleine producent van lichte motorfietsen met eigen, tamelijk primitieve frames en DKW-motoren van 123 en 173 cc.

### AFW
Allgemeine Fahrzeug Werke GmbH, Brake, Westfalen (1923-1925): Klein Duits bedrijf dat ontstond in Gleina (Sachsen) maar al snel naar Brake verhuisde. Men bouwde Hansa-kopklepmotoren van 246 cc in.

### Albert
Albert Motorradwerke GmbH, Schneeberg (1922-1924): Produceerde een kleine oplage motorfietsen met 183cc-tweetaktmotor. Zie ook: Albertus.

### Alfa (München)
Alexander von Falkenhausen, München (1925-1928): Von Falkenhausen was een voormalig BMW-technicus en coureur die een gering aantal motorfietsen bouwde met Engelse Villiers-tweetaktmotoren van 172 en 346 cc. Er was nog een merk met de naam Alfa: zie Alfa (Udine).

### Alge
Alfred Geisler, Motorenfabrik, Knauthain bei Leipzig (1923-1931): Bouwde oorspronkelijk eigen zij- en kopklepmotoren van 173 tot 498 cc, vanaf 1928 werden inbouwmotoren van Villiers en Blackburne gebruikt. Alge bouwde ook een driewielig transportvoertuig.

### Amag
Allgemeine Motorfahrzeug AG, Berlin (1924-1925): Klein Duits merk dat lichte motorfietsen met een Bekamo-tweetaktblok van 149 cc bouwde. In Zwitserland (Zürich) was een bedrijf dat Neue A.M.A.G. heette, maar motorfietsen produceerde onder de merknaam AMI.

### Ambag
Automobil und Motorrad Bau AG, Berlin-Steglitz: Fabriek die automobielen produceerde en alleen in 1923 motorfietsen maakte. Er werden 155cc-zijklepmotoren van Richard Gruhn gebruikt.

### Amex
Bedrijfje van Fritz Alexander dat na de overname van Moto Morini door Cagiva nog Morini's bleef bouwen onder de naam Rebello. Deze typenaam kwam overigens ook van Moto Morini, dat in 1957 een 175cc-model onder deze naam maakte.

### AMI (Berlijn)
Auto Motoren Industrie GmbH, Berlin-Schöneberg (1921-1925): Produceerde een 49cc-clip-on motor voor fietsen. Dezelfde motor werd ook door Gnom (het latere Horex) gemaakt. Hij had 2 versnellingen en een vermogen van 1 pk. Er was nog een merk met de naam AMI: zie AMI (Zürich).

### Ammon
Ammon & Co. Motorradbau, Berlin (1923-1925): Motorfietsmerk dat 125cc-Paqué-kopklepmotoren inbouwde, naast inbouwmotoren van DKW, Bekamo en Baumi.

### AMO (Berlijn)
Amo Motorengesellschaft, Berlin-Schöneberg (1950-1954): Voortzetting van de firma Westendarp und Pieper, die in de jaren twintig de TX motorfietsen maakte. Onder de naam AMO werden 48cc-bromfietsjes gemaakt. AMO zijboordmotortjes werden in de DDR onder de naam AMW nagebouwd.

### AMO (München)
Aktiengesellschaft für Motorenbau, München (1921-1924): Maakte eenvoudige lichte motorfietsen met eigen 146cc-tweetaktmotoren. Ze hadden riemaandrijving en een velgrem.

### Apex
Apex Motoren GmbH, Köln (1925-1926): Dit merk bouwde sportieve 247- en 348cc-motorfietsen met Blackburne-kopklepblokken.

### Ares
Motorenwerk Zittau, Hartmann & Richter, Niederoderwitz, later Heros Motorrad Motoren & Getriebebau, Oberoderwitz (1921-1929): Duits merk dat werd opgericht onder de naam H&R en later onder de naam Heros hulpmotoren zowel als 155-, 185- en 247cc-motorfietsen bouwde.

### Argeo
Argeo Fahrzeugwerk, Georg Kulitzky, Berlin (1924-1927): Kleine Duitse fabriek die goedkope, eenvoudige motorfietsen maakte met 198- en 246cc-tweetaktmotoren.

### Argul
Argul: Arwed Gulentz, Argul motorradbau, Köln (1923-1926): Bedrijf dat lichte motorfietsen van 146 tot 198 cc maakte met motoren van DKW, Kurier, Alba, Bubi en andere merken. Men produceerde slechts kleine aantallen.

### Ari
Ari motorfahrzeugbau GmbH, Plauen im Vogtland (1924-1925): Kleine fabrikant die primitieve motorfietsen met DKW-blokken van 146 cc maakte.

### Astoria (Neurenberg)
Astoria Motorenwerk GmbH, Neurenberg (1923-1925): Fabriek die 289cc-tweetakten maakte en in 1925 werd overgenomen door Nestoria. Er was nog een merk met de naam Astoria: zie Astoria (Milaan).

### Astra (München)
Astra Motoren GmbH, München (1923-1925): Kleine firma die 348- en 500cc-zij- en kopklepmotoren van Blackburne en JAP inbouwde. De allereerste modellen hadden Bosch-Douglas-tweecilinder boxermotoren die door SMW in licentie gemaakt waren. Er was nog een merk met de naam Astra: zie Astra (Milaan).

### Atlantik (Bamberg)
Atlantik-Werke, Bamberg (1925-1926): Dit Duitse merk bouwde primitieve motorfietsen met 173cc-tweetaktmotor. Er was nog een merk met de naam Atlantik: zie Atlantik (Brackwede).

### Atlantik (Brackwede)
Fahrzeugfabrik Meyer zu Stapelage & Söhne, Brackwede, Westfalen (1924-1925): Duits merk dat eenvoudige lichte motorfietsen met een Hansa-blok van 198 cc produceerde. Er was nog een merk met de naam Atlantik: zie Atlantik (Bamberg).

### Atlantis
Motoren & Fahrzeugwerk, Paul Arthur Kreuzer, Kiel (1926-1932): Duits merk dat goede motorfietsen samenstelde met tweetaktmotoren van 348 en 398 cc, later ook met MAG-kop/zijkleppers van 498, 746 en 990 cc en Küchen-kopklepmotoren van 497 cc. Ook JAP-zijkleppers van 498 cc en Blackburne-zijkleppers van 597 cc waren leverbaar.

### Atlas (Leipzig)
Maschinen & Fahrzeugfabrik Weißbach & Schleif, Leipzig-Gohlis (1924-1929): Duits merk dat goede tweetaktmotoren van 248 en 348 cc bouwde. Schleif boekte er ook goede resultaten in races mee. Voor andere merken met de naam Atlas, zie Atlas (Birmingham) en Atlas (Coventry).

### Auto-Ell
Motorradbau Max Ell, Stuttgart (1924-1926): Auto-Ell maakte lichte motorfietsen met Grade-blokken van 142 cc. Later legde Auto-Ell zich toe op automobielen.

### Autoflug
Autoflug OHG, Berlin-Johannisthal (1921-1923): Duits bedrijf met vliegtuigconstructeur Egon Weitzel aan het hoofd, dat scooterachtige motorvoertuigen van 117 en 122 cc bouwde. Daarnaast ook motorfietsen met Bekamo-tweetakten van 129 en 146 cc.

### Baby Star
De Duitse firma Mepps bouwde dit kleine hulpmotortje met liggende cilinder in licentie. Het blokje moest boven het voorwiel van een fiets worden gemonteerd. De uitlaat had koelribben waardoor het leek op een tweecilinderblokje.

### Balaluwa
Balaluwa-Fahrzeug AG, München (1924-1925): Duitse firma die zeer moderne 347- en 500cc-zij- en kopkleppers met JAP-motoren en stevige frames maakte. Inflatie, slechte doorontwikkeling en geldgebrek voorkwamen dat het bedrijf lang bestond.

### Bamar
Fahrzeugwerke Barth & Co., Marburg an der Lahn (1923-1925): Bamar maakte motorfietsen met 149- en 198cc-blokken van DKW, Alba, Gruhn en Baumi.

### Bamo
Bautzener Motorradfabrik Stäubigen & Klingst, Bautzen (1923-1925): Duitse fabriek die DKW-motoren van 148 en 173 cc inbouwde.

### Bark
Dit was een Duitse fabriek, gevestigd in Dresden, die inbouwmotoren voor andere merken bouwde. Ook de Küchen-ontwerpen werden, voor zover ze niet door de klant zelf gebouwd konden worden, bij Bark geproduceerd.

### Bayern
Leichtfahrzeug GmbH, München (1923-1926): Voor de eerste modellen van dit merk werden door SMW in licentie gebouwde Bosch-Douglas tweecilinder boxermotoren gebruikt. Later werden MAG-tweecilinders van 498, 746 en 988 cc gebruikt.

### BB (Stettin)
Motorenbau B. Bortius, Stettin (1923-1925): Bortius was een Duitse fabrikant die Alba-zijklepmotoren van 198 cc inbouwde. BB-motorfietsen werden in Midden- en Zuid-Duitsland niet verkocht. Er was nog een merk met de naam BB: zie BB (Parma).

### Be-Be
Berlin-Burger-Eisenwerk AG, Berlin (1923-1927): Klein, weinig verkocht Duits merk dat 117cc-tweetakt-motorfietsjes maakte. Niet te verwarren met BB (Stettin).

### Becker
Karl Becker Motorfahrzeugbau, Dresden (1903-1906): Duits merk dat zowel eigen eencilinders als Fafnir-V-twins inbouwde.

### Beco
Duits bedrijf dat van 1923 tot 1925 motorfietsen samenstelde met eigen frames waarin 149cc-DKW-blokjes werden gemonteerd.

### Behag
Bremer Eisenhandels AG, Bremen (1924-1926): Dit was een klein Duits merk dat 218cc-eencilinders en JAP-motoren van 348 en 498 cc gebruikte.

### Beresa
Beresa Werke AG, Motoren & Fahrzeugfabrik, Beckum, Bezirk Münster (1923-1925): Beresa produceerde een beperkte oplage motorfietsen met JAP-motorblokken van 350 en 500 cc.

### Bergfex
Bergfex Motorfahzeug-Fabrik, Berlin (1904-1909): Bergfex maakte stevige frames waarin Kelecom-Antoine-, Fafnir- en Minerva-motoren van 4 en 5 pk werden gemonteerd. Daarnaast werden er ook eigen motorblokken gebruikt.

### Bergo
Fahrzeugfabrik H. Ahlers & Berg GmbH, Kiel: Duitse fabriek die alleen in 1924 motorfietsen bouwde, waarin DKW-tweetaktblokjes van 145 cc zaten.

### Berlin
V.E.B. Industriewerke, Berlin-Ludwigsfelde (1959-1965): Dit was een Oost-Duitse fabriek die scooters bouwde met een MZ-tweetaktmotor van 148 cc. Later werd deze vervangen door het model 'Troll'.

### Bero
Fahrradwerk Schaumburg, Bückeburg (1924-1925): Bero maakte eenvoudige motorfietsen met een DKW-motor van 145 cc.

### Beuker
Alois Beuker GmbH, later Alois Beuker GmbH, Inh. W. Weibel, Bocholt in Westfalen (1921-1929): Duits merk dat aanvankelijk motorfietsen maakte met een 231cc-tweetaktmotor. Later volgden modellen met 145-, 173-, 198- en 246cc-tweetaktblokken uit eigen fabriek. Vanaf 1927 begonnen de modellen wat te verouderen.

### Bimofa
Bielefelder Motorradfabrik Gustav Kunstmann, later Bielefelder Motorradfabriek GmbH, Bielefeld (1922-1925): Duits merk dat eenvoudige motorfietsen met Hansa-2- en 2½pk-motoren bouwde, waarvan het grootste model een liggende cilinder had.

### Binz
Binz was een kleine fabriek die tussen 1954 en 1958 scooters met 48cc-ILO- en Sachs-motoren maakte. Vanaf 1957 kwamen er ook motorfietsen met Sachs-blokken van 150 cc.

### Bismarck (1921-1923)
Bismarck was een klein Duits motorfietsmerk dat tussen 1921 en 1923 148cc-, 1½pk-eencilinderzijkleppers maakte. Er was geen relatie met Bismarck in Radevormwald.

### BNF
Bielefelder Nähmaschinen- und Fahrradfabriek AG, Bielefeld: Was aan het begin van de twintigste eeuw een Duitse fabrikant van naaimachines en fietsen, die 1903 tot 1907 ook motorfietsen maakte. BNF was een van de eerste motorfabrieken in Bielefeld. Men gebruikte hoofdzakelijk Fafnir-blokken.

### Bodo
Het merk Bodo bestond van 1924 tot 1925. Bodo bouwde eigen motorblokken en 147cc-DKW-blokken in. Enkele maanden na de oprichting werd het bedrijfje gesloten.

### Boge
Otto Boge, Kommanditgesellschaft, Motorenwerk, Bielefeld: Boge produceerde motorfietsen van 1924 tot 1928, onder andere motorfietsen van 226 en 295 cc met eigen zijklep-eencilindermotoren. Voor races werden echter ook Blackburne- en Velocette-blokken gebruikt. Tegenwoordig maakt Boge compressoren.

### Böhme
Dr. Martin Böhme, Berlin (1925-1930): Böhme hoorde tot de Berlijnse tweetaktspecialisten in de jaren twintig. Hij paste trapzuigers en waterkoeling toe in zijn motoren met liggende cilinder. Ze waren er in 123, 129, 173 en 246 cc.

### B&S
Brand & Söhne, Berlin (1925-1930): Was een Duits merk dat goede motorfietsen van 123, 147 en 173 cc maakte met in licentie gebouwde Bekamo-tweetaktmotoren. Ze werden onder de namen B&S en Brand verkocht.

### Braak
Motorraderzeugung Johann ter Braak, Gronau in Westfalen (1923-1925): Braak was een Duits merk dat motorfietsen samenstelde met 129- en 198cc-Heilo- en Namapo-blokken die in frames werden gebouwd die hoogstwaarschijnlijk door Hugo Gruhn in Berlijn gemaakt waren.

### Bramo
BRAndenburger MOtorenwerke, Berlin: Berlijnse motorenfabriek die in 1939 fuseerde met BMW. Vanaf de jaren vijftig is dit de plaats waar de BMW-motorfietsen worden gebouwd.

### Brand
Zie B&S.

### Bravis
Bravis motorradbau, München (1924-1926): Duits merk dat 150cc-tweetaktmotoren gebruikte, naast de door SMW in licentie gebouwde 297cc-tweecilinderzijklepmotoren van Bosch-Douglas.

### Bubi
B. Pront, Cleve im Rheinland (1921-1924): Duitse fabriek die fietsen en lichte motorfietsen met een eigen 1½pk-tweetaktmotor maakte.

### Bullo
Bullo-Fahrzeugwerk, Bremen (1924-1926): Duitse fabriek die bijzondere elektrische motorfietsen maakte, waarvan de 0,7pk-motor boven het voorwiel zat.

### Bülow
Ernst Bülow Kraftfahrzeugwerk, Magdeburg-Neustadt (1923-1925): Dit Duitse merk produceerde motorfietsen met eigen 2,- 2½- en 3pk-tweetaktmotoren.

### Burkhardtia
Burkhardtia Motorradbau AG, Magdeburg (1904-1908): Duits merk dat motorfietsen maakte met 165cc-eencilinders en 244cc-paralleltwins van Grade.

### Busse
Busse Kraftfahrzeuge, Kommandit-Gesellschaft, Magdeburg (1923-1926): Duits merk dat goede motorfietsen bouwde, zowel met eigen motoren als met blokken van Grade, DKW en Paqué.

### Cambra
Dr. Carl M. Brandt Motoren GmbH, Berlin (1921-1926): Een van de weinige Berlijnse fabrikanten die viertaktmotoren verkocht en toepaste in motorfietsen van 180 en 198 cc.

### CL
CL stond voor: Compagnia Levante GmbH, Hamburg. Duits bedrijf dat slechts één jaar (1951) op de markt was met 34cc-scootertjes.

### CM (München)
Carl Metzger, Motorradbau, München (1921-1923): Dit bedrijf maakte lichte motorfietsen met Cockerell-tweetaktmotoren van 110 cc. Er was nog een merk met deze naam: zie CM (Milaan).

### CR
Carl Rueff, München (1926-1930): Klein Duits merk dat Villiers-blokken van 172 cc inbouwde.

### Carlos
Carlos Fahrzeugwerke GmbH, Kreiensen (Harz) (1924-1926): Kleine fabriek die motorfietsen met een DKW-tweetaktblok bouwde.

### Centaur (Forchheim)
Neu-Co Motorradbau, Forchheim, Oberfranken (1924-1925): Dit was een kleine Duitse firma die eenvoudige frames maakte waarin 1½pk-inbouwmotoren, waarschijnlijk van Richard Gruhn, gemonteerd werden. Er bestonden nog meer merken met deze naam: zie Centaur (Coventry) en Centaur (Youngstown).

### Charlett
Charlett Motorenbau GmbH, Berlin (1921-1924). Dit was een Duitse fabrikant van lichte motorfietsen met een eigen, licht naar voren gekantelde 195cc-eencilinderzijklepmotor.

### Charlkron
Charlkron Motorradbau, Ohligs/Rheinland: Charlkron was een Duits merk dat alleen in 1925 348- en 496cc-eencilinders met “K” (Küchen)-motor bouwde.

### Cityfix
Gottfried Delius Fahrzeugfabrik, Osnabrück (1949-1953): Dit was een Duitse fabrikant van lichte motorfietsen met 58cc-Lutz- en 98cc-Sachs-motoren. Er werden met dezelfde blokken ook scooters gebouwd.

### Claes
Claes & Flentje, Mühlhausen, Thüringen (1904-1908): Claes was een Duitse fabriek die motorfietsen met Fafnir-blokken van 3½ en 5 pk bouwde. Deze werden ook onder de naam Pfeil verkocht.

### Condor (Braunschweig)
Karel Bude, Braunschweig (1953-1954): Klein Duits bedrijf dat een klein aantal scooter-achtige motorfietsjes met 48cc-blok bouwde. Er waren meer merken met de naam Condor: zie Condor (Courfaivre) - Condor (Coventry) - Condor (Nederland) - Condor (Taiwan).

### Cudell
Cudell is een historisch merk van motorfietsen.
Max Cudell & Co., Motoren- und Fahrzeugwerke, Aachen (1898-1905): Cudell bouwde al in 1898 tricycles en motorfietsen met De Dion-motoren van 402 en 510 cc.

### Cursy
Zie Curwy.

### Curwy
Curt Szymanski, Sommerfeld, Bezirk Frankfort/Oder (1923-1928): Duitse fabriek die slecht verkochte 347- en 497cc-eencilinderzij- en kopkleppers bouwde. In 1927 werd de naam Curwy in Cursy veranderd.

### Cyclop
Cyclop Fahrrad AG, Elsdorf, Rheinland (1922-1925): Dit was een Duits motorfietsmerk dat 127- tot 198cc-twee- en viertaktmotoren inbouwde van Kurier, Bubi, TeCo, Namapo en anderen.